# Alekszandr Szergejevics Jakovlev
Alekszandr Szergejevics Jakovlev (oroszul: Александр Сергеевич Яковлев; Moszkva, 1906. április 1. – Moszkva, 1989. augusztus 22.) szovjet–orosz repülőmérnök és repülőgéptervező. A Jakovlev-tervezőiroda vezetőjeként nevéhez fűződnek a második világháború legnagyobb számban gyártott szovjet légcsavaros vadászrepülőgépei.

## Élete
Apja, Szergej Vasziljevics Jakovlev tisztviselő volt, aki a Nobel testvérek oroszországi olajipari cégének (BraNobel) a szállítmányozási részlegén, majd az 1917-es forradalmat követően, a cég államosítása után a Nyeftyeszindikat vállalatnál dolgozott. Apai nagyapjának, Vaszilij Afanaszjevics Jakovlevnek gyertyakereskedése volt Moszkvában (többek között a Nagyszínháznak is ő szállította a gyertyákat). Őseik azonban még a Volga-vidéken éltek paraszti sorban. Anyja Nyina Vlagyimirovna Jakovleva, aki otthon a háztartást vezette. A család Moszkvában, a Mescsanszkaja u. 2. sz. alatti négyemeletes ház egyik háromszobás lakásában élt.

### Fiatalkora

#### Gimnáziumi tanulmányai
A P. N. Sztrahov fiúgimnáziumba íratták be, ahol kilenc évig tanult. Kezdetben még nem vonzották a műszaki és a természettudományok. Elsősorban a történelem, a földrajz és az irodalom iránt érdeklődött.
Az 1917. októberi forradalmat követő időszakban a nehéz életkörülmények miatt családja úgy döntött, hogy az iskola mellett dolgozni küldik. Apja ismeretsége révén 1919-ben sikerült elhelyezkednie a fűtőanyagok elosztásával foglalkozó Glavtop nevű hivatal kőolaj-osztályán küldöncként, majd rövidesen áthelyezték az irattárba gyakornoknak, ezt követően pedig az osztályvezető titkára lett. 1922-ig dolgozott, miközben folytatta a gimnáziumi tanulmányait is.

#### Modellező szakkör
Az 1920-as évek elején kezdett érdeklődni a repülés iránt, amikor a Szovjetunióban erős társadalmi mozgalom bontakozott ki a repülés népszerűsítése, valamint a szovjet légiflotta megteremtése érdekében. 1922-ben, amikor Jakovlev a gimnázium utolsó osztályát végezte, vezetésével az iskolában modellező szakkört alapítottak, létrehozták a Légiflotta Ifjú Barátai nevű szervezetet és beléptek a Légiflotta Barátainak Társaságába (ODVF). Első modellje, egy kétméteres fesztávolságú vitorlázó modell 1922-ben több mint egy hónapig készült.
1923-ban a Légiflotta Barátainak Társasága aktivistájaként pénzt gyűjtött a szovjet légiflotta (légierő) létrehozására. Még gimnazistaként társaival megszereztek egy Hodinkán található, raktárban tárolt, kiselejtezett, zsákmányolt Nieuport repülőgépet, melyet tanulmányozás céljából a gimnázium tornatermében szereltek össze.

#### A vitorlázó repülés
1923-ban elvégezte a gimnáziumot. Mint a repülés iránt akkorra már elkötelezett ember, repülőgép-tervező szeretett volna lenni. Ennek érdekében kapcsolatot keresett a kor ismert repülős személyiségeivel. Először az akkori idők ismert repülőgép-tervezőjét, Alekszandr Porohovscsikovot kereste meg, de érdemi segítséget nem kapott tőle. Ezt követően kereste meg Konsztantyin Areulov ismert pilótát és repülőgép-tervezőt. Arceulov elhelyezte Jakovlevet Nyikolaj Anoscsenko pilóta segédjének. Jakovlev Anoscsenko Makaka nevű siklógépe építésénél segédkezett, mellyel Anoscsenko indulni akart az 1923 novemberében a Krímben első alkalommal megrendezett vitorlázó versenyen.
1923. novemberben a versenyzőkkel együtt Jakovlev is elutazott a Feodoszija közelében, Koktyebelben megrendezett első szovjet vitorlázó repülő versenyre. (A kedvező légköri viszonyok miatt később Koktyebel lett a szovjet vitorlázórepülés egyik központja.) Jakovlev ott fejezte be Anoscsenko siklógépét, mely azonban az első felszállás során, rövid siklást követően lezuhant és összetört.
A sikertelen repülést követően fogalmazódott meg Jakovlevben az elképzelés, hogy a következő évi versenyre saját vitorlázó repülőgépet épít. Tervéhez segítséget kért Szergej Iljusintól, a Légierő Akadémiájának akkori hallgatójától, akivel Jakovlev a koktyebeli vitorlázó versenyen ismerkedett meg. Iljusin ellátta Jakovlevet szakirodalommal és tanácsokkal. Jakovlev a volt gimnáziumában létrehozott egy vitorlázórepülőgép-szakkört, ahol mintegy 15 fő vett részt a gép tervezésében és építésében. A terveket és a számításokat a Katonai Repülő Akadémia (AVF) vitorlázórepülőgép-csoportja ellenőrizte és jóváhagyta. A repülőgépgyárakból beszerzett faanyagból a gimnázium tornatermében építették meg a gépet 1924-ben.
A géppel még abban az évben részt vettek a második koktyebeli vitorlázó versenyen, ahol a Katonai Repülő Akadémia után AVF–10 jelzést kapott vitorlázó repülőgép (AVF – Akagyemija Vozdusnovo Flota, a 10-es szám arra utal, hogy ez volt az Akadémia 10. gépe) sikeresen szerepelt. A gép 1924. szeptember 15-én emelkedett első alkalommal a levegőbe a Koktyebel melletti Uzun-Szirt hegyen, és a második össz-szovjet vitorlázórepülő versenyen mindegyik napon repült.
Jakovlev 1925-ben az AVF–10-est továbbfejlesztve megépítette az ahhoz hasonló AVF–20 vitorlázó repülőgépet, mely ugyancsak sikeresen szerepelt a harmadik koktyebeli össz-szovjet vitorlázó versenyen. A gépért Jakovlevet a versenyt szervező AVIAHIM oklevéllel jutalmazta. Az AVF–20-szal részt vettek az 1927-ben megrendezett negyedik versenyen is.

#### A Katonai Repülő Akadémián
A Nyikolaj J. Zsukovszkij nevét viselő Katonai Repülő Akadémián szeretett volna továbbtanulni. Oda azonban többszöri próbálkozásra sem jutott be, egyrészt polgári származása miatt, másrészt nem szolgált korábban a Vörös Hadseregben. Hogy a repülés közelébe kerülhessen, elhatározta, hogy beáll repülőgépszerelőnek. 1924 márciusában Iljusin segítségével sikerült bejutnia a Katonai Repülő Akadémia tanműhelyébe, ahol kezdetben az asztalosműhelyben segédként dolgozott. Két év után átkerült az Akadémia gyakorló repülőterére, a moszkvai Központi Repülőtérre, ahol az egyik, a Duksz R–1, Ansaldo- és Avro-gépeket üzemeltető századba osztották be motorszerelőnek.

### Repülőgép-tervezői munkássága
1924–1927 között a légierő Zsukovszkijról elnevezett Akadémiáján dolgozott először munkásként, majd motorszerelőként. 1927-ben megépítette következő repülőgépét, a kétfedelű AIR–1-t. A gép első repülésének időpontját, 1927. május 12-t tekintik a tervezőiroda születésnapjának. 1927-től 1931-ig a Zsukovszkij Akadémián tanult. 1931-ben mérnöki oklevelet kapott és a 39. sz. repülőgépgyárban kezdett el dolgozni. Ott 1932-ben egy könnyű repülőgépekkel foglalkozó tervezőcsoportot szervezett. 1934. január 15-én a repülőgépgyár tervező részlegének vezetője, 1935-ben főkonstruktőre lett. Ezt a posztját 1956-ig töltötte be. 1940–1946 között egyúttal a repülőgépipari népbiztos helyetteseként is tevékenykedett. 1956-tól 1984-ig a nevét viselő Jakovlev Tervezőiroda (OKB–115) főkonstruktőre volt.
1946-tól vezérezredesi rendfokozatot viselt, 1976-tól a Szovjetunió Tudományos Akadémiájának tagja volt. Számos szovjet kitüntetést kapott.

## Munkássága
A vezetése alatt álló tervezőiroda több mint 200 repülőgéptípust fejlesztett ki. Mint a legsokoldalúbb szovjet repülőgéptervező, a harci repülőgépeken kívül szállító és sport-, valamint gyakorló repülőgépeket is tervezett. Az első sikeres és nagy mennyiségben gyártott típusai a II. világháború alatt készült Jak–1, Jak–3, Jak–7 és Jak–9 vadászrepülőgépek voltak. A II. világháborút követő időszakban Jakovlev is a sugárhajtású repülőgépek felé fordult. Az első kis sorozatban gyártott sugárhajtású vadászrepülőgépe, a Jak–23 azonban nem bizonyult sikeres konstrukciónak. Az ezt követő kéthajtóműves típusok, a Jak–25, majd a Jak–28 vadász- és felderítő repülőgépek a szovjet honi légvédelem fontos típusai voltak. Főleg az Aeroflot belföldi járatain használták a Jak–40 és Jak–42 utasszállító repülőgépeket. Jakovlev azon kevés repülőgéptervező közé tartozik, aki kipróbálta képességeit a helikopterek terén is. A kétrotoros Jak–24 a korát megelőző konstrukció volt, nem terjedt el. Jakovlev az 1960-as években kezdett el foglalkozni a helyből felszálló (angol rövidítéssel: VTOL) harci repülőgépek fejlesztésével. Az első ilyen kísérleti gépe a Jak–36 volt, majd az ezzel szerzett tapasztalatok nyomán fejlesztették ki a Szovjet Haditengerészetnél is rendszeresített Jak–38 hajófedélzeti vadászrepülőgépet.

## Kitüntetései
Kétszer kapta meg a Szocialista Munka Hőse kitüntetést, hatszor kapott Sztálin-díjat, 11 alkalommal pedig Lenin-rendet, illetve egy Szovjetunió Állami Díját.

## Munkái
- А. С. Яковлев: Целъ Жизни (oroszul), magyar kiadása: A. Sz. Jakovlev: Szárnyak, emberek, Kossuth Könyvkiadó, 1968; második kiadás: Zrínyi Katonai Kiadó, 1977 ISBN 963-326-634-3